# Wahlenbergia albicaulis
Wahlenbergia albicaulis är en klockväxtart som först beskrevs av Otto Wilhelm Sonder, och fick sitt nu gällande namn av Thomas G. Lammers. Wahlenbergia albicaulis ingår i släktet Wahlenbergia och familjen klockväxter. Inga underarter finns listade i Catalogue of Life.